# Bembidion hesperium
Bembidion hesperium är en skalbaggsart som beskrevs av Thomas Casey. Bembidion hesperium ingår i släktet Bembidion och familjen jordlöpare. Inga underarter finns listade i Catalogue of Life.

## Bildgalleri

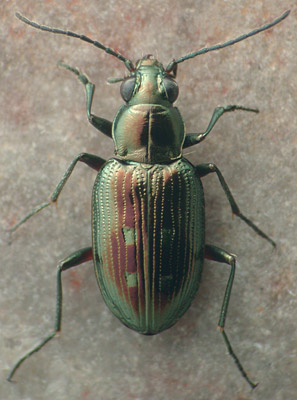